# کردیریت
کردیریت  (به انگلیسی: Cordierite) با فرمول شیمیایی Mg2Al3 [AlSi5O18] از مجموعه کانی هاست و کانی‌های مشابه آن کوارتز و سکانینائیت است. از نام زمین‌شناس فرانسوی P.L.Cordier گرفته شده‌است نامحلول در اسیدها - عملاً ذوب نمی‌شود. MgO:۱۳٫۷۸٪  Al2O۳:۳۴٫۸۶٪  SiO۲:۵۱٫۳۶٪  برای اولین بار در چک اسلواکی کشف شد و از نظر شکل بلور: منشورهای کوتاه - ماکله، رنگ: آبی - آبی متمایل به سبز - خاکستری - بنفش، شفافیت: شفاف - نیمه شفاف، شکستگی: صدفی - نامنظم، جلا: شیشه‌ای - چرب، رخ: خوب - مطابق با، سیستم تبلور: ارترومبیک و در رده‌بندی سیلیکات است  و منشأ تشکیل آن دگرگونی - ماگمائی - پگماتیتی است.
همایند کانی‌شناسی (پارانژ) آن کوارتز - سکانینائیت- تورمالین- گرونا- اسپینل- کرندون است.
، از نظر ژیزمان بلوری - آگرگات دانه‌ای - توده‌ای - قلوه سنگی در آبرفتها تقریباََ کمیاب است و بیشتر در آلمان، فنلاند، نروژ، اسپانیا، سوئد، برزیل و آمریکا یافت می‌شود.

## نگارخانه

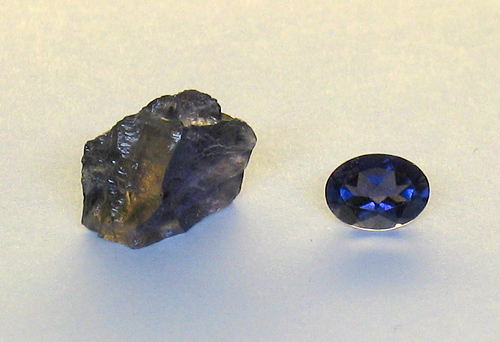
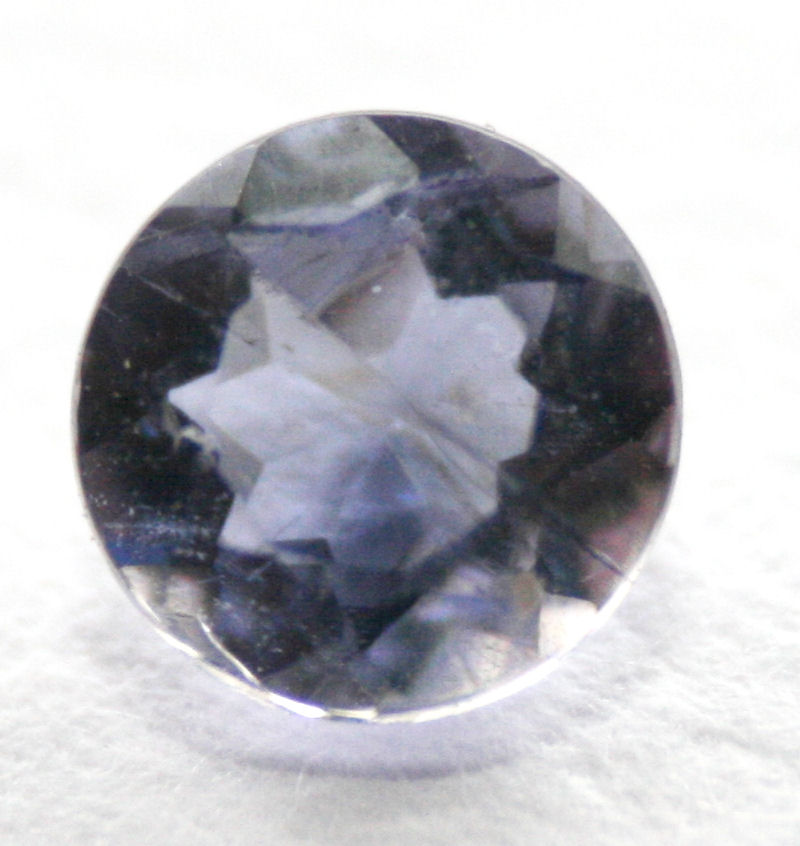
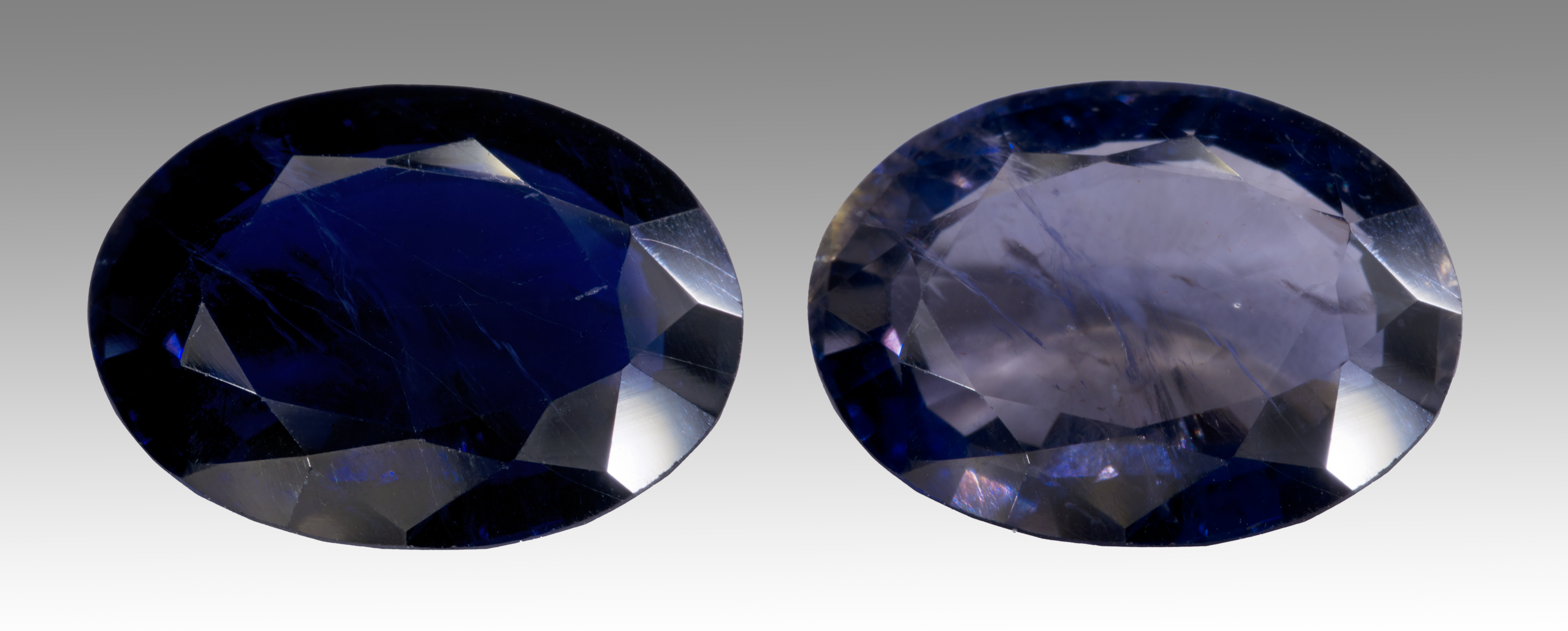